# 고쇼 (1534년)
고쇼(일본어: 康正 1534년 ~ 1621년)는 아즈치모모야마 시대부터 에도 시대 초기까지 활약한 불사(佛師)이다. 경파(慶派)의 제21대이며 도지(東寺)의 대불사(大仏師)를 맡았다.

## 약력
- 도요토미 히데요시(豐臣秀吉)의 명으로 교토 시치조에 있었던 불사 공방을 시종(時宗)계 사찰 곤코지(金光寺)에 기부하고 교토의 시조카라스마(四条烏丸)로 공방을 이전한다.

## 작품
- 도지(東寺) 금당, 약사삼존·십이신장 (1603년)
- 다이고지(醍醐寺), 약사여래 (1571년)

## 같이 보기
- 康秀 (아버지)
- 康猶 (아들)
- 조초
- 운케이